# Alexander Lozada
Alexander Lozada (Santiago de Cali, Valle del Cauca, Colombia; 18 de octubre de 1986) es un exfutbolista colombiano. Juega de mediocampista.

## Clubes
| Club                    | País     | Año  |
| ----------------------- | -------- | ---- |
| La Equidad              | Colombia | 2007 |
| Expreso Rojo            | Colombia | 2007 |
| Centauros Villavicencio | Colombia | 2008 |
| Deportivo Cali          | Colombia | 2008 |
| Cortuluá                | Colombia | 2009 |
| Leones Fútbol Club      | Colombia | 2010 |
| Pacífico F.C.           | Colombia | 2011 |
| Atlético Bucaramanga    | Colombia | 2012 |

## Palmarés

### Campeonatos nacionales
| Título              | Equipo   | País     | Temporada |
| ------------------- | -------- | -------- | --------- |
| Categoría Primera B | Cortuluá | Colombia | 2009      |